# Bianzè
Bianzè (piemontiul: Biansé) település Olaszországban, Vercelli megyében. Lakosainak száma 1863 fő (2023. január 1.). Bianzè Borgo d’Ale, Livorno Ferraris, Moncrivello, Ronsecco, Trino és Tronzano Vercellese községekkel határos.

## Népesség
A település népességének változása:
| Lakosok száma | 1950 | 1933 | 1863 |
|               | 2017 | 2018 | 2023 |